# Mycerinopsis uniformis
Mycerinopsis uniformis är en skalbaggsart som först beskrevs av Francis Polkinghorne Pascoe 1863.  Mycerinopsis uniformis ingår i släktet Mycerinopsis och familjen långhorningar. Inga underarter finns listade i Catalogue of Life.